# Grigorij Jegorov
Grigorij Alexandrovič Jegorov (rusky Григорий Александрович Егоров, * 12. ledna 1967, Šymkent) je bývalý kazašský atlet, jehož specializací byl skok o tyči.
Většinu svých úspěchů zaznamenal coby reprezentant Sovětského svazu.

## Osobní rekordy
- hala – (590 cm – 11. března 1990, Jokohama)
- venku – (590 cm – 19. srpna 1993, Stuttgart)